# Downhill Domination
Downhill Domination es un videojuego de carreras desarrollado por Incog Inc. Entertainment y publicado por Sony Computer Entertainment para PlayStation 2. Fue lanzado en Norteamérica en 2003 y en Europa por Codemasters en 2004.

## Jugabilidad
Hay tres opciones disponibles en el menú principal: un jugador, multijugador y un menú de opciones que permite a los jugadores modificar elementos del juego como la dificultad y ver los elementos desbloqueados obtenidos durante el juego.
Inicialmente, al jugador se le presentan seis corredores ficticios que se muestran en la cima de una montaña una vez que se selecciona el modo para un jugador en el menú principal del juego. Al presionar el botón de selección sobre un corredor desbloqueado, se mostrará información adicional del corredor, y al presionar el botón de selección sobre un personaje bloqueado que está representado por una estatua, se mostrará información valiosa sobre cómo desbloquear, la misma se mostrará como un carrera específica para terminar. Además de otros dos corredores ficticios, los jugadores también pueden desbloquear corredores profesionales de la vida real como Eric Carter, Tara Llanes, Brian Lopes, Richie Schley y Missy Giove cuando finalizan torneos específicos durante el juego.
El combate también está integrado en el juego, en el que el jugador puede usar dos botones para atacar a otros corredores, uno para el ataque izquierdo y el otro para el derecho. Estos ataques se pueden actualizar a ataques más poderosos realizando trucos, eliminando oponentes o recolectando potenciadores (conocidos en el juego como "recolecciones"). Hay disponible una tienda de bicicletas con varios artículos desbloqueables para comprar, pero solo se puede acceder a ella en el modo de un jugador. Pueden jugar hasta cuatro jugadores, pero cuando se juega con más de dos, las pistas y modos disponibles son limitados.

## Recepción
Downhill Domination recibió "críticas generalmente favorables" según el sitio web de agregación de reseñas Metacritic. En Japón, donde el juego fue portado para su lanzamiento el 20 de mayo de 2004 bajo el nombre Bakusō Mountain Bikers (爆走マウンテンバイカーズ Bakusō Maunten Baikāzu?, lit. "Roaring Mountain Bikers"), Famitsu le dio una puntuación de 30 sobre 40.